# Wołodymyr Hnatiuk
Wołodymyr Mychajłowycz Hnatiuk (ukr. Володимир Михайлович Гнатюк; ur. 9 maja 1871 w Weleśniowie, zm. 6 października 1926 we Lwowie) – ukraiński etnograf, folklorysta, językoznawca, literaturoznawca, krytyk, tłumacz, działacz społeczny, członek korespondent Petersburskiej AN (1902), Akademii Nauk Ukrainy (1924), członek czeskiego Towarzystwa Naukowego (1905), Akademii Nauk w Pradze i Wiedniu. Sekretarz (1899) i prezes komisji etnograficznej (1916) Towarzystwa Naukowego im. Szewczenki. Redaktor literacko-naukowego biuletynu „LNW”.

## Życiorys
Urodził się 9 maja 1871 w rodzinie chłopskiej, w Weleśniowie, obecnie w rejonie monasterzyskim obwodu tarnopolskiego na Ukrainie.
Uczył się w Gimnazjum przy klasztorze Bazylianów w Buczaczu. W 1891 ukończył V klasę, w 1892 – VI, w 1893 – VII, w 1894 zdał maturę w cesarsko-królewskim Gimnazjum w Stanisławowie. Następnie ukończył studia na Uniwersytecie Lwowskim.
Zmarł 6 października 1926 we Lwowie i został pochowany na miejscowym Cmentarzu Łyczakowskim.

## Upamiętnienie
- Gimnazjum im. Wołodymyra Hnatiuka w Buczaczu
- Ulicy Hnatiuka, m.in. we Lwowie, w Buczaczu